# 刘进 (麻醉学家)
刘进，麻醉学专家，四川大学华西医院教授。任《中国循环杂志》、《中华麻醉学杂志》等多个杂志的编委或撰稿人，入选中华人民共和国教育部第五批"长江学者"特聘教授。